# Сквер «Пам'ять»
Сквер «Па́м'ять» — парк-пам'ятка садово-паркового мистецтва місцевого значення в Україні. Об'єкт розташований на території Звенигородського району Черкаської області, в місті Багачеве, поруч з Міським парком. 
Площа — 0,8 га, статус отриманий у 2007 році. Перебуває у віданні Багачевської міської ради.